# Persoonsgebonden nummer
Een persoonsnummer of persoonsgebonden nummer is een nummer dat als identificatiecode gekoppeld is aan een natuurlijk persoon en het mogelijk maakt een mens uniek te identificeren in een gegevensbestand.

## Nederland
In de Nederlandse wetgeving bestaan twee van deze nummers: 
- het burgerservicenummer in de Basisregistratie Personen van het Ministerie van Binnenlandse Zaken en Koninkrijksrelaties
- het onderwijsnummer in de Basisregistratie Onderwijs van het Ministerie van Onderwijs, Cultuur en Wetenschap

Naast het burgerservicenummer bestaat nog het sofinummer. Vanaf 26 november 2007 wordt door de Belastingdienst alleen nog maar een sofinummer toegekend aan personen die niet in aanmerking komen voor een burgerservicenummer, maar wel een relatie hebben met het sociaalfiscale domein. Deze zgn. niet-ingeschrevenen dienen zelf zo'n sofinummer aan te vragen bij de Belastingdienst zodra ze in Nederland willen werken en daarbij gebruik willen maken van sociale verzekeringen.

## België
België kent iedere inwoner een rijksregisternummer toe, deze worden toegekend na het invoeren van de basisgegevens door de dienst Bevolking in het Rijksregister. Men vindt het terug op de (elektronische) identiteitskaart of men kan het persoonlijk opvragen aan het loket van de dienst Bevolking.

## Suriname
In januari 2020 keurde De Nationale Assemblée de Wet Fiscaal Identificatienummer goed. Deze werd in juni 2024 gewijzigd door de reeks te wijzigen van acht naar tien cijfers.

## Gevaren
Het centraal administreren van persoonlijke gegevens van individuele (natuurlijke) personen is in de Tweede Wereldoorlog dodelijk gebleken voor veel burgers, die door de administratie op persoonskenmerken konden worden geselecteerd. Nog sneller werd het fataal, als in de concentratiekampen zo'n nummer op het lichaam werd getatoeëerd.   